# Adolphus Bonzano
Adolphus Bonzano  (* 5. Dezember 1830 in Ehingen, Württemberg; † 5. Mai 1913 in Philadelphia) war ein deutschamerikanischer Bauingenieur und Brückenbauer.

## Leben
Bonzano erhielt eine polytechnische Ausbildung und kam im September 1850 nach New York City, fuhr aber gleich weiter nach Philadelphia, wo er die englische Sprache lernte. 1851 bis 1855 war er bei den American Machine Works in Springfield (Illinois). 1855 richtete er Maschinen in den Südstaaten der USA (New Orleans) ein. 1855 bis 1868 lebte er in Detroit. 1857 heiratete er Laura Goodell, mit der er zwei Söhne hatte. Bis 1860 beaufsichtigte er vor allem Maschinenwerkstätten und -läden, danach war er im Brückenbau tätig. Ab 1868  war er Chefingenieur der Phoenix Bridge Company (damals Clarke Reeves &  Co.) in Phoenixville (Pennsylvania), die gegen Ende des 19. Jahrhunderts die führende Brückenbaufirma in den USA war. Er war auch Partner der Firma.
Er ist Erfinder einer Verbindung von Eisenbahnschienen (Bolzano rail joint).